# Ecaterina de Bourbon
Ecaterina de Bourbon (7 februarie 1559 – 13 februarie 1604) a fost fiica reginei Ioana a III-a de Navara și a regelui Antoine de Navara.

## Biografie
Fratele ei mai mare a fost Henric al IV-lea al Franței pentru care a acționat ca regentă în Bearn în perioada 1582-92. După ascensiunea fratelui ei la tronul Franței, ea a fost numită Ducesă de Albret și Contesă de Armagnac.
Ca parte a tratatului de la Saint-Germain-en-Laye între Henric al IV-lea și Carol al III-lea, Duce de Lorena, s-a prevăzut ca sora lui Henric, Ecaterina, să se căsătorească cu fiul cel mare al lui Carol, Henric de Lorena (1563 – 1624). Actul de căsătorie a fost semnat la 13 iulie 1598. Totuși, Ecaterina a fost refuzat să se convertească la romano catolicism în timp ce soțul ei era un devotat catolic și un fost membru al Sfintei Ligi.
Astfel, Papa a fost obligat să facă o dispensă, pentru a permite celor doi să se căsătorească. La 29 decembrie 1598, Papa Clement al VIII-lea s-a declarat împotriva căsătoriei. Nemulțumit, Henric al IV-lea l-a intimidat pe arhiepiscopul de Reims pentru a-i acorda o autorizație de căsătorie. Acest lucru a fost făcut la Saint-Germain-en-Laye, la 31 ianuarie 1599. În cele din urmă, Henric și-a asigurat acordul papal. Ecaterina a murit la scurtă vreme, fără să aibă copii. Soțul ei s-a recăsătorit cu Margerita Gonzaga, o nepoata a Mariei de Medici (a doua soție a regelui Henric al IV-lea).

## Arbore genealogic
1. ↑  Dictionary of Women Worldwide[*] Verificați valoarea |titlelink= (ajutor)